# Physalaemus orophilus
Physalaemus orophilus é uma espécie de anfíbio da família Leptodactylidae. Endêmica do Brasil, pode ser encontrada na Serra do Espinhaço no estado de Minas Gerais.